# Архитектура Полоцкого княжества
Каменное зодчество Полоцкого княжества начинается с постройки в середине XI века Софийского собора в Полоцке — произведения, всецело находящегося в русле византийской строительной традиции. Строительная деятельность в княжестве возобновляется после распада киевской державы (1132) и интенсивно продолжается с 1140-х по 1170-е годы.
В Полоцке каменное строительство велось в зоне княжеского детинца, в Бельчицком мужском монастыре и в Ефросиньевском — женском. Помимо Полоцка, каменные храмы возводились в Витебске и в Минске — городах, которыми правили младшие представители княжеского дома Изяславичей. Из летописей известно о высылке полоцких князей в Византию (1127); после их возвращения наблюдается усвоение полоцкими зодчими отдельных приёмов византийской строительной практики. Вершиной полоцкого зодчество стало возведение соборной Спасской церкви Ефросиньевской обители — первого памятника, в котором в полной мере выявилась характерная для Древней Руси и не свойственная Византии форма столпообразного храма.
После 1170-х в Полоцке каменно-кирпичного строительства не велось, сами сведения о раздираемом междоусобицами княжестве исчезают из русских летописей. Есть основания предполагать, что местные строители переместились в Смоленск и Гродно, перенеся свои строительные наработки в эти княжества. Ниже перечислены все каменные сооружения, о существовании которых на территории Полоцкого княжества до монгольского нашествия известно по археологическим и летописным материалам.
| Название и местонахождение                                 | Время постройки                                                                                           | Степень сохранности | Архитектурная характеристика | Фото |
| ---------------------------------------------------------- | --- | --- | --- | ---- |
| Полоцк                                                     | | | |      |
| Софийский собор                                            | Освящён в 1066                                                                                            | От собора сохранились только апсиды, встроенные в барочную базилику XVIII века.                                                                                                | Семиглавый пятинефный храм с тремя апсидами и одной лестничной башней. Строился приглашёнными мастерами практически в одно время с киевской и новгородской Софиями, однако без свойственных тем храмам галерей. Кладка в целом идентична киевской, но внутри здания стены оформлены более небрежно. Здесь имеется характерная для столичной византийской архитектуры особенность — вима. По всей длине восточной стены к апсидам позднее были пристроены низкие бесстолпные усыпальницы, ещё более усложнившие облик данного памятника. |      |
| Большой собор Бельчицкого монастыря                        | 1139 | Не сохранился. | Шестистолпный храм с тремя притворами, восходящий в плане к несколько более крупной киевской церкви Спаса на Берестове. Предположительно, строился дружиной великокняжеских каменщиков в киевской технике кладки из плинфы со скрытым рядом. Главное новшество — отсутствие лестничной башни и крещальни, вследствие чего неясно, как был устроен доступ на хоры. Купол перемещен с восточных на западные пары столбов, чтобы уравновесить объём трёх апсид. Тем самым создана максимально централизованная композиция, в которой притворы подчеркивают пирамидальную композицию и выделяют центральный объём, вероятно имевший большую высоту. Тогда как киевские и черниговские строители уходили в сторону статичности, полочане старались усилить динамичность композиции, характерную для столичных памятников предыдущего столетия. |      |
| Храм-усыпальница в Ефросиньевом монастыре                  | Около 1150                                                                                                | Не сохранился. | Четырёхстолпный одноапсидный храм, обстроенный с трёх сторон галереями, в которых с востока были устроены небольшие часовни с апсидками. На западных углах — совершенно необычные для русского зодчества расширения. Построен из плинфы со скрытым рядом, однако фундаменты здесь уже не на растворе, а выложены кладкой из булыжников насухо. Предположительно, работали те же мастера, что и в Бельчицком соборе, но мог быть среди них и приглашённый грек, исполнивший мозаичный пол. |      |
| Церковь на Нижнем Замке                                    | | Не сохранился. | Четырёхстолпный одноапсидный храм, план которого мало отличается от предыдущей церкви. Фундаменты изучены ещё пока недостаточно. |      |
| Неизвестная церковь Бельчицкого монастыря                  | | Не сохранился. | Четырёхстолпный одноапсидный храм, расширенный двумя полукружиями на боковых фасадах, северном и южном. Это единственный известный на Руси храм-триконх, типичный для Балкан и для Афона. |      |
| Пятницкая церковь Бельчицкого монастыря                    | | Не сохранился. | Крохотный бесстолпный храм (570 на 510 см) с совершенно романской прямоугольной апсидой. Имеет аналоги среди усыпальниц, примыкавших к апсидам полоцкого Софийского собора. Обладал значительной высотой, стены высотой не менее 700 см |      |
| Спасо-Преображенский собор Спасо-Ефросиниевского монастыря | Приблизительно 1150-е, мастер Иоанн                                                                       | Внешний облик сильно искажен в XIX веке. Внутри сохранились фрески XII века (идет расчистка от поздних записей, сохранилась практически вся площадь росписи).                  | Небольшой шестистолпный храм с одной апсидой. Благодаря пониженному западному членению квадратная подкупольная часть выше остального объёма. Высокий барабан главы приподнят на особом возвышении, оформленном с каждой стороны трёхлопастной кривой ложной закомары, то есть кокошника. Стремясь всячески подчеркнуть вертикальную устремленность столпообразной композиции, мастер Иоанн совершил революцию в древнерусской архитектуре. Чисто готической цели подчеркнуть вертикальную устремленность храма подчинены форма арок закомар, кокошников и даже бровок над окнами, которые во втором ярусе меняют полукруглое завершение на стрельчатое. Таким образом, здесь впервые прослеживается нарастание остроты форм от низа к верху, вплоть до остроугольных завершений кокошников подбарабанного пьедестала. Чтобы разгрузить своды от нагрузки массивного подбарабанного возвышения и перераспределить часть нагрузки со столбов на стены, зодчий Иоанн заузил боковые нефы. |      |
| Борисоглебская церковь Бельчицкого монастыря               | Предположительно, раньше предыдущей; мастера те же.                                                       | Не сохранился. Ещё в 1920-е гг. стены сохранялись до основания сводов. | Небольшой шестистолпный храм с одной апсидой, имевший много общего с предыдущим памятником и, по всей вероятности, предвосхищавший его композицию. |      |
| Княжеская церковь в полоцком дединце                       | 1170-е | Не сохранился. | Одноглавый шестистолпный храм с тремя притворами, в котором подкупольное пространство смещено на западные столбы, по образцу собора Бельчицкого монастыря. Одна полукруглая центральная апсида, а у боковых — прямоугольные очертания. У северного и южного притворов — самостоятельные апсидки. Упор на центричность композиции свидетельствует о наличии повышенной подкупольной части и столпообразном характере постройки. Это переходный тип между Бельчицким собором и Свирским храмом в Смоленске, различия с которым в плане сводятся к минимуму (см. Архитектура Смоленского княжества). |      |
| Неизвестная церковь на рву на другой стороне от дединца    | | Не сохранился. | Предположительно, сходна в плане с предыдущим храмом. |      |
| Каменный терем княжеского дворца                           | | Не сохранился. | Стоял рядом с предыдущей постройкой. |      |
| Витебск                                                    | | | |      |
| Благовещенская церковь                                     | 1140-е | Взорвана в 1961 году, восстановлена из современных материалов в 1996 году. В ныне существующей постройке сохранились незначительные фрагменты подлинных западной и южной стен. | Одноапсидный шестистолпный храм, в котором западная пара столбов соединена с боковыми стенами, выделяя нартекс. Хоры занимали западное членение и в боковых нефах образовывали замкнутые камеры-часовни. Лестница для подъёма размещена в толще западной стены. Пары столбов делят здание на равные отрезки, придавая квадратный план среднему нефу, что более характерно для византийского зодчества, чем для древнерусского. То же можно сказать о технике кладки из тёсаных известняковых квадров, проложенных двойчатыми рядами плинф. Стены снаружи затёрты раствором, по которому имитируется кладка из крупных каменных блоков. Та же артель, вероятно, работала и в Новогрудке (см. архитектура Городенского княжества). |      |
| Минск                                                      | | | |      |
| Недостроенная церковь неизвестного посвящения              | Предположительно, строился на рубеже XI—XII веков, когда в Полоцке ещё не было своих строительных кадров. | Не сохранилась. | Четырёхстолпный храм, почти квадратный в плане, причём апсиды должны были образовывать трёхлопастную кривую. По характеристике П. А. Раппопорта, «бутовая кладка с внутренней стороны имеет облицовочную стенку, сложенную из тщательно отёсанных каменных плиток». |      |